# 1968 au théâtre
| Années du théâtre : 1965 - 1966 - 1967 - 1968 - 1969 - 1970 - 1971    |
| Décennies du théâtre : 1930 - 1940 - 1950 - 1960 - 1970 - 1980 - 1990 |

Cet article présente les faits marquants de l'année 1968 au théâtre.

## Événements
- Janvier : Pierre-Aimé Touchard est nommé à la tête du Conservatoire national supérieur d'art dramatique (CNAD). Dès son arrivée, il entreprend de réformer la formation des comédiens.
- 3 février : inauguration de la MC2 de Grenoble, direction Didier Béraud.
- 20 février au soir : des partisans de la contre-culture américaine envahissent le Théâtre de l'Odéon et interrompent la soirée consacrée par Jean-Louis Barrault à la nouvelle poésie et au jeune théâtre américain.
- 12 mai : la plupart des professionnels des théâtres s'associent aux protestations contre la répression policière menée contre les étudiants et au mot d'ordre de grève générale lancé pour le 13 mai, à Paris et en province.
- 13 mai : après le défilé, un groupe composé d'intellectuels et d'artistes se retrouve autour de Jean-Jacques Lebel, chef de file du happening en France, et de l'architecte Paul Virilio dans les locaux de l'annexe de la Sorbonne (Censier) pour envisager une action symbolique. La prise de l'Odéon fait l'unanimité.
- 14 mai après-midi : une nouvelle réunion a lieu à Censier pour l’occupation de l’Odéon. Prévenus, un certain nombre de professionnels syndiqués s'y rendent et expriment leur désaccord.
- 14 mai au soir : le Théâtre de France donne une réception d'ambassade à l'issue des ballets Paul Taylor. À Avignon, Paul Puaux organise à la MJC une conférence de Françoise Kourilsky pour présenter le Living Theatre aux Avignonnais.
- 15 mai : le comité qui prépare l'assaut de l'Odéon tente de rallier les bastions étudiants à son projet. Jean-Louis Barrault, prévenu, demande des consignes au ministère des Affaires culturelles. Ordre lui est donné d'ouvrir les portes et d'entamer le dialogue. Il s'ensuit une occupation du théâtre qui devient, avec la Sorbonne, le centre des débats pendant presque un mois, ce qui coûtera sa place à Barrault.
- 15 mai au soir : plus de 3 000 personnes ont envahi le Théâtre de France. Violentes altercations entre les comédiens et techniciens syndiqués et les artistes contestataires.
- 16 mai : le drapeau noir et le drapeau rouge flottent au fronton de l'Odéon, encadrant une large banderole "Étudiants-Ouvriers, l'Odéon est ouvert". Dans la journée, Daniel Cohn-Bendit fait une brève intervention pour soutenir les occupants et maintenir l'occupation. Jean-Louis Barrault accuse le coup et déclare : "Jean-Louis Barrault est mort, mais il reste un homme vivant. Alors qu'est-ce qu'on fait ?"
- 17 mai : dans la matinée, communiqués de presse du SFA et de l'UNEF qui démentent avoir pris part, en tant qu'organisation, à l'investissement de l'Odéon et en conséquence déclinent toute responsabilité dans le processus qui s'est engagé. Afin de protéger leur outil de travail du personnel de l'Opéra et de l'Opéra-Comique décident d'occuper eux-mêmes leurs locaux. Occupation du CNAD par les élèves. Gabriel Monnet, alors président de l'ATAC, prend l'initiative d'organiser à Villeurbanne (loin de la contestation radicale de Paris), un Comité permanent d'études des directeurs de centres dramatiques nationaux, des maisons de la culture et des théâtres populaires.
- 18 mai : passé cette date, à Paris et en province, le monde du spectacle rallie peu à peu le mouvement de contestation. Les équipes des théâtres populaires de la banlieue parisienne organisent des spectacles et/ou des animations dans les usines occupées. En province, dans les maisons de la culture et les centres dramatiques, comédiens, metteurs en scène, techniciens et animateurs se réunissent et se constituent en comité de grève et d'occupation. Tout au long des événements de 1968, les MDC vont accompagner le mouvement contestataire et jouer leur rôle de foyer d'animation culturelle.
- 20 mai : le personnel du TNP se met en grève et occupe les locaux. Le Cabinet d'André Malraux donne l’ordre aux membres du personnel du Théâtre de France d'évacuer les lieux. Ils s'exécutent à contrecœur puis reviennent sur les lieux avec Jean-Louis Barrault pour protéger leur outil de travail.
- 21 mai : les directeurs des théâtres publics et des MDC se réunissent au Théâtre de la Cité dirigé par Roger Planchon à Villeurbanne et décident de se constituer en Comité permanent pour débattre des problèmes de la profession. À Paris, le SFA prend l'initiative d'une assemblée générale des comédiens au Théâtre de la Porte-Saint-Martin. La grève générale avec occupation des locaux est votée à main levée. Passé le vote du 21 mai, les comédiens vont se réunir par affinités syndicales et politiques :

François Perrier crée une instance parallèle au SFA qui entend se limiter à la défense des intérêts de la profession et qui tiendra ses réunions à la Maison des Centraux rue Jean-Gougeon,
un groupe un peu plus à gauche que les modérés de la Maison des Centraux se réunit autour de Danielle Delorme,
le président de la Fédération Force ouvrière du Spectacle, Jacques Dacqmine, secondé par Alain Delon (son partenaire dans Les Yeux crevés qui se joue au Théâtre du Gymnase), publie un communiqué refusant le mot d'ordre de grève et déclare envisager la création d'aide aux familles des grévistes à partir des recettes,
au Théâtre Alpha 347, rue Chaptal (Roger Blin, Delphine Seyrig…) se constituent en Comité d'action révolutionnaire (CRAC),
la Communauté Théâtrale de Théâtre de l'Epée de Bois, au coin de la rue Mouffetard (Raymond Rouleau, Pierre Tabart…), organise des réunions de comédiens et d'animateurs qui tentent de concilier aspirations corporatistes et action politiques.
- 22 mai : le général de Gaulle, qui a renoncé à faire évacuer l'Odéon par la force, exige que l'électricité soit coupée. Jean-Louis Barrault refuse. Les théâtres de Paris en grève ont fermé leurs portes, y compris le Théâtre du Gymnase par mesure de sécurité. La Comédie-Française et le TNP sont placés sous la protection du personnel qui occupe les locaux. Au Théâtre de l'Atelier se réunissent des metteurs en scène, directeurs de théâtre autour de Pierre Franck, André Barsacq et Jean Mercure, président du syndicat CGT des metteurs en scène et futur directeur du théâtre de la Ville.
- 23 mai : le Cabinet du ministère des Affaires culturelles prend acte du refus d'obéissance de Jean-Louis Barrault et fait paraître un communiqué de presse qui désavoue sa conduite.
- 24 mai : les manifestants de la Fédération nationale du spectacle participent à la manifestation Bastille Opéra. Barrault fait paraître une réponse au ministre Malraux : « Je répondrai dans le style à la mode : serviteur oui, valet non ! ».
- 25 mai : signature de la déclaration de Villeurbanne par 23 directeurs des maisons de la culture et des théâtres populaires qui prônent un théâtre politisé. Elle traite également de la notion de "non-public" proposée par le philosophe Francis Jeanson qui anime le Théâtre de Bourgogne avec Jacques Fornier.
- 30 mai : après l’allocution du général de Gaulle, Jean Vilar écrit aussitôt à André Malraux et dans la presse qu'il abandonne le projet d'Opéra populaire : « L'allocution radiodiffusée prononcée le 30 mai par Monsieur le président de la République m'impose, disons en conscience, de reconsidérer l'acceptation de principe que je vous avais donnée. » Le TNP se retire donc du Festival d'Avignon et Maurice Béjart se retrouve seul dans la Cour d’honneur.
- 1er juin : les directeurs réunis à Villeurbanne adoptent une motion par laquelle ils s'interdisent tout dialogue individuel avec le ministère de la culture jusqu'à ce que les orientations de la déclaration du 25 mai soient prises en considération.
- 4 juin : le SFA décide la reprise du travail des répétitions à partir du 4 juin pour les festivals et les spectacles d'été.
- 8 juin : assemblée nationale du personnel technique, administratif et artistique des théâtres populaires et des MDC pour trois jours à Strasbourg. Établissement d'un cahier de revendications (hausse des salaires, établissement d'une grille nationale, d'une convention collective, réforme de l'organisation des établissements, transformation des rapports de pouvoir…). Le 10 juin une délégation se rendra au comité permanent des directeurs à Villeurbanne.
- 9 juin : le Bureau du comité permanent de Villeurbanne (Hubert Gignoux, Roger Planchon, Francis Jeanson, Pierre Debauche, Philippe Tiry et Georges Goubert) accueille le directeur du théâtre et de la Maison de la culture, Francis Raison, pour une journée d'information.
- 10 juin : Protocole d'accord entre la Fédération du spectacle et le ministère des Affaires culturelles. du personnel des théâtres nationaux appellent à voter la reprise du travail dès le lundi 10 juin.
- 12 juin : Jean Vilar déclare dans le Nouvel Observateur vouloir, avec l'accord de la municipalité, « transformer Avignon en un lieu de contestation que la présence de nombreux jeunes pourrait rendre internationale. »
- 13 juin : le TNP décide de ne pas reprendre les répétitions du Diable et le Bon Dieu de Jean-Paul Sartre avant la rentrée.
- 13 et 14 juin : les Katangais expulsés de la Sorbonne par les étudiants se réfugient à l'Odéon toujours occupé. Le Bureau du comité de Villeurbanne rencontre à Paris, dans les locaux du Mobilier national, Antoine Bernard, directeur de cabinet du ministre des Affaires culturelles. Sont également présents Pierre Moinot, Francis Raison et M. Trappenard.
- 14 juin au matin : le préfet Grimaud fait procéder à l'évacuation de l'Odéon qui a lieu sans violence. Jean-Louis Barrault très abattu refuse toute déclaration. Les jours suivants Félix Giacomoni (administrateur) établit le bilan de l'occupation et évalue les dégâts.
- 19 juin : le Bureau du comité de Villeurbanne est reçu rue de Valois par Antoine Bernard.
- 22 juin : le Bureau du comité de Villeurbanne est reçu par André Malraux qui confirme son intention d'infléchir sa politique culturelle compte tenu des travaux du Comité.
- 28 juin : Les élèves du CNAD décident la fermeture de l'établissement et la suspension du concours de sortie prévu en juillet. Ils annoncent également la multiplication des contacts avec le SFA.
- 17 juillet : début du Festival d'Avignon.
- 18 juillet : Gérard Gelas informe l'administration du Festival de l'arrêté préfectoral du Gard visant à interdire, sur tout le département, les représentations de La Paillasse aux seins nus par sa troupe locale Le Chêne Noir. Jean Vilar, Paul Puaux, Maurice Béjart et Julian Beck organisent aussitôt une réunion. Maurice Béjart et le Living Theatre annulent leurs représentations de la soirée. Un débat est organisé au Théâtre des Carmes auquel participe Jean Vilar. Intervention des CRS dans la soirée pour évacuer les rassemblements place de l'Horloge.
- 19 juillet : la représentation de Messe pour le temps présent est interrompue par quelques contestataires, dont Saül Gottlieb, animateur d'une alliance des troupes d'avant-garde de New York. Les agitateurs sont désavoués par le public et par G. Gélas.
- 20 juillet : les spectacles de Béjart et du Living se déroulent sans incident. Julian Beck a intégré en arrière-plan, durant toute la représentation d'Antigone, les comédiens du Chêne Noir, immobiles, la bouche fermée par du sparadrap. Le spectacle se termine par une procession dans la rue. Dans la nuit, un jeune homme est roué de coups et tondu en pleine rue et des comédiens du Living sont agressés. Les jours suivants une campagne de la presse locale attaque le Living Theatre qui prolonge chaque soir les représentations de Paradise Now dans la rue. Raoul Colombe, adjoint au maire et président du club sportif le CCAA, appelle la jeunesse sportive à se mobiliser pour défendre le festival.
- 21 juillet : les commissions préparées par Michel Debeauvais siègent à Avignon : "Le rôle politique du spectacle" (Jacques La Carrière), "Le public" (Georges-Jean Bataillon), "Théâtre et Révolution" (Jean Hurstel), "Nouvelles formes de théâtre" (Daniel Leveugle), "Le Théâtre et les pouvoirs (Ralite, Bourseiller, Debeauvais), "Liberté d'expression" (Camerati), "Enseignement et formation du comédien (Danielle Delorme, Gaston Jong). L'exposé public et la discussion initialement prévus chaque soir au Verger seront rendus impossibles par les interventions des contestataires en dépit du contenu critique des comptes rendus.
- 25 juillet : le maire de Bourges annonce sa décision de dénoncer la convention conclue avec l'association de gestion de la MDC en ce qui concerne les locaux et les équipements de Séraucourt.
- 26 juillet : à Caen, le conseil d'administration de l'association de gestion du TMC aligne ses positions sur la décision de la municipalité qui vise la disparition du projet de MDC et la municipalisation du théâtre. Le maire d'Avignon, Henri Duffaut, invite Julian Beck et Judith Malina à revoir les termes du contrat qui les lient à la municipalité. Il somme le Living Theatre de remplacer Paradise Now par une autre pièce de son répertoire, Antigone ou Mysteries and Smaller Pieces, ou bien de faire relâche les soirs ou la pièce était prévue.
- 27 juillet : par arrêté municipal, le maire d'Avignon confirme les dispositions prises la veille et l'interdiction de jouer dans la rue. Julian Beck déclare qu'il donnera sa réponse le lendemain à 11 heures après en avoir délibéré avec la troupe.
- 28 juillet : à 18h30, Beck lit publiquement une déclaration en 11 points. Le Living exprime son désaccord avec la municipalité et déclare quitter le festival. Dans la soirée, Beck participe au meeting organisé par le PSU à Champfleury au Palais Paul Vidal. À Avignon, la compagnie de Béjart joue À la recherche de… Des protestataires défilent dans la rue aux cris de « Vilar, Béjart, Salazar ! »
- 31 juillet : à la demande de la municipalité, le Living est expulsé des locaux du lycée par les forces de polices. Accouru sur les lieux, Vilar tente, en vain, de s'interposer pour négocier un délai. Nouvelle manifestation de protestation en faveur de la troupe dans les rues d'Avignon.
- 3 août : par voie de presse, l'équipe du festival invite le public du XXIIe Festival à débattre au Verger de 17h à 19h. Dans la soirée, Vilar répondra à la fois aux contestataires et aux avignonnais scandalisés. Au Foyer des Jeunes Travailleurs d'Avignon, un groupe de 9 comédiens de la région parisienne, constitué en Comité d'information des professionnels du spectacle, présente un spectacle Retour à la normale... (sketches, chansons, poèmes, enregistrements d'actualité…). Soirées ultérieures à la MJC et au Théâtre des Carmes.
- 4 août : sur le pont Saint-Bénézet, la municipalité d'Avignon organise une soirée gratuite pour réconcilier les Avignonnais avec leur festival. Représentation en plein air du Ballet du XXe siècle et distribution d'aïoli pour 15 000 personnes.
- 6 août : soirée populaire à Champfleury, lors du festival d'Avignon. Les comédiens de l’Épée de Bois donnent un spectacle composé de sketches et de chansons pour lancer un débat sur l'actualité.
- 8 août : série de happening picturaux devant le théâtre des Carmes avec la complicité d'André Benedetto.
- 14 août : Georges Lapassade organise un lâcher de pintades dans la Cour d'honneur du Palais des Papes durant la projection du film Jaguar de Jean Rouch, pour protester contre les difficultés des éleveurs de la région.
- 2 septembre : la direction du Théâtre de France est retirée à Jean-Louis Barrault.
- 28 septembre : création de la pièce Le Valet de Robin Maugham, adaptée en français par Jacques Perry, mis en scène par Frith Banbury (en), et jouée par Marika Green, Danièle Évenou, et Anne-Marie Azzopardi[1].
- 3 octobre : publication au Journal officiel des nouveaux statuts du Théâtre de France et du TNP.
- 25 novembre : à Aubervilliers, l'équipe de G. Garran propose quatre pièces inédites de jeunes auteurs : Slimane de Jean Pelégrini, Lola Pellican d'André Benedetto, Bruit de Serge Ganzl et Je ne veux pas mourir idiot de Wolinski.
- 10 décembre : ouverture du Théâtre de la Ville avec Six personnages en quête d'auteur de Luigi Pirandello. Au TNP, répétition puis interdiction de La Passion du général Franco d'Armand Gatti.

## Pièces de théâtre représentées
- 5 janvier : Le Shaga et Yes, peut-être de Marguerite Duras, mise en scène de l'auteur, Théâtre Gramont
- 26 avril : Chant du fantoche lusitanien de Peter Weiss, mis en scène par François Rochaix, scénographie de Jean-Claude Maret, production du Théâtre de l'Atelier, Maison des jeunes et de la culture, Genève. Création mondiale en français[2].
- mai : L'Héritier ou les étudiants pipés d'après Pierre Bourdieu et Jean-Claude Passeron, Théâtre de l'Aquarium
- 28 août : Les Belles-Sœurs de Michel Tremblay, Théâtre du Rideau Vert Montréal
- 20 septembre : Le Disciple du Diable  de George Bernard Shaw, mise en scène Jean Marais, Théâtre de Paris
- 13 novembre : Le Boulanger, la boulangère et le petit mitron de Jean Anouilh, Comédie des Champs-Élysées
- 6 décembre : Freddy, de Robert Thomas, avec Fernandel dans le rôle-titre, théâtre des Variétés[3].
- 10 décembre : Six personnages en quête d'auteur de Luigi Pirandello, pour l'ouverture du Théâtre de la Ville

## Décès
- 21 mai : Lucien Baroux (°1888).
- 17 août : Jean-Estève Schachmann dit Jean Yonnel (°1891).
- 25 octobre : Denis d'Inès (°1885).

## Source
1. ↑  « Le spectacle : Le Valet : Paris (France) : Théâtre de la Renaissance 1968 », sur BNF, 1968 (consulté le 18 novembre 2018).
2. ↑  Peter Weiss (trad. Jean Baudrillard), Chant du fantoche lusitanien, Éditions du Seuil, 1968.
3. ↑  « Freddy - Spectacle », sur data.bnf.fr (consulté le 22 novembre 2023).

- Marie Ange Rauch, Le théâtre en France en 1968, Édition de l'Amandier, 2008.